# باتي شنايدر

## روابط إضافية
- Official website
- Official website in English
- Official website for Patty Schnyder's book
- Patty Schnyder على موقع رابطة محترفات كرة المضرب

## روابط خارجية
- باتي شنايدر على موقع رابطة محترفات التنس (الإنجليزية)
- باتي شنايدر على موقع الاتحاد الدولي لكرة المضرب (الإنجليزية)
- باتي شنايدر على موقع كأس بيلي جين كينغ (الإنجليزية)
- باتي شنايدر على موقع خلاصة التنس.كوم (الإنجليزية)
- باتي شنايدر على موقع إي إس بي إن.كوم (الإنجليزية)
- باتي شنايدر على موقع أوليمبيديا (الإنجليزية)